# 18563 Danigoldman
18563 Danigoldman este un asteroid din centura principală de asteroizi.

## Descriere
18563 Danigoldman este un asteroid din centura principală de asteroizi. A fost descoperit pe 31 martie 1997 la Socorro, New Mexico, în cadrul proiectului LINEAR. Asteroidul prezintă o orbită caracterizată de o semiaxă mare de 2,93 ua, o excentricitate de 0,13 și o înclinație de 0,9° în raport cu ecliptica.